# Drittstaatenregelung
Die Drittstaatenregelung ist eine Regelung im Asylrecht, nach der Personen, die im Ursprungsstaat zwar politisch verfolgt wurden, aber über einen für sie sicheren Drittstaat einreisen, nicht das Recht auf Asyl wegen politischer Verfolgung geltend machen dürfen.

## Bundesrepublik Deutschland
Menschen, die Asyl in der Bundesrepublik Deutschland suchen, aber über fremde Länder einreisen, in denen keine politische Verfolgung stattfindet, haben seit 1993 keine Möglichkeit mehr, als Asylberechtigte anerkannt zu werden. Die entsprechende Regelung (Artikel 16a des Grundgesetzes der Bundesrepublik Deutschland) wurde 1993 in Deutschland angesichts sehr hoher Asylbewerberzahlen (400.000 pro Jahr) eingeführt. Die Änderung des Grundgesetzes trat am 1. Juli 1993 in Kraft und warf zunächst erhebliche rechtliche Probleme auf.
Kritisiert an der Drittstaatenregelung wurde vor allem, dass sie die Gefahr von Kettenabschiebungen in sich berge, wenn der vermeintlich sichere Drittstaat den politisch Verfolgten seinerseits in den verfolgenden Ursprungsstaat abschiebe.

## Europäische Union
Im Bereich der Europäischen Union galt ab März 1995 das Schengener Durchführungsübereinkommen (SDÜ), seit dem 1. September 1997 ist an die Stelle der Durchführungsverordnung das Dubliner Übereinkommen (DÜ) getreten. Hiernach soll in den sogenannten „Dublin-Staaten“ nicht derjenige für die Prüfung eines Asylantrages zuständig sein, in dem der Asylsuchende einen Antrag stellt, sondern derjenige, in dem  er die Außengrenze überschritt, ein Familienangehöriger Asyl erhalten hat oder aber, für den ihm eine Aufenthaltserlaubnis oder ein Visum erteilt wurde. Faktisch führte dies auch auf europäischer Ebene eine Drittstaatenregelung ein. Dieses Abkommen wurde mittels der sogenannten Dublin-II-Verordnung (Verordnung (EG) Nr. 343/2003 des Rates vom 18. Februar 2003) am 1. September 2003 abgelöst, welche wiederum am 1. Januar 2014 durch die sogenannte Dublin-III-Vorordnung abgelöst wurde. Mittels Verträgen sind auch Norwegen, Island, die Schweiz und Liechtenstein in das Dublin-System eingebunden.

## Schweiz
In der Schweiz fand am 24. September 2006 eine Volksabstimmung zur Teilrevision des Asylrechtes statt, nachdem National- und Ständerat eine entsprechende Vorlage in einer Schlussabstimmung 2005 bereits angenommen hatten. Einer der Eckpunkte dieser Teilrevision ist die Drittstaatenregelung. Die Volksabstimmung hieß die Änderung gut. Die schweizerische Drittstaatenregelung sieht ebenfalls vor, dass Asylbewerber, die bereits in einem anderen Land einen vergleichbar effektiven Schutz genossen haben, ohne dass auf ihr Asylgesuch eingegangen werden muss, abgewiesen werden dürfen. Diese Regelung ist der deutschen Regelung nachgebildet worden.